# Sachenrecht (Deutschland)
Das Sachenrecht bezeichnet ein Rechtsgebiet des Bürgerlichen Gesetzbuchs (BGB), das die Rechtsverhältnisse von Rechtssubjekten zu Sachen im Sinne des § 90 BGB und vereinzelt auch zu Rechten regelt. Dazu gehören bewegliche Sachen (Fahrnis), unbewegliche Sachen (Grundstücke) sowie grundstücksgleiche Rechte, als Rechte aber auch beispielsweise der Nießbrauch und das Pfandrecht (vergleiche § 1068 BGB und § 1273 BGB).
Das Sachenrecht ist in Deutschland im dritten Buch (§§ 854 bis § 1296) des BGB kodifiziert. Seine vornehmliche Aufgabe besteht darin, die Sachen bestimmten Personen zuzuordnen, worauf das Wesen der dinglichen Rechte beruht. Verknüpft mit einem absoluten Klageschutz, regelt es mithin den Bestand des Rechtsverhältnisses, also die Befugnisse des Eigentümers oder Besitzers, aber auch dessen Veränderungen, die beispielsweise durch Übereignung und Besitzverschaffung eintreten.
Außerhalb des BGB sind weitere sachenrechtliche Sondervorschriften geregelt, so etwa im Wohnungseigentumsgesetz oder dem Erbbaurechtsgesetz.

## Grundsätze des Sachenrechts
Das deutsche Sachenrecht kennt fünf Grundsätze: Die Publizität (Offenkundigkeit), die Absolutheit (Allgemeinverbindlichkeit), die Spezialität (Bestimmtheit), die beschränkte Zahl der Sachenrechte (Typenzwang, auch: Typisierung) und die Abstraktheit. Teilweise wird auch das Prioritätsprinzip, das in § 185 Abs. 2 S. 2 BGB verankert ist, zu den Sachenrechtsgrundsätzen gezählt. Juristen merken sich die fünf Prinzipien unter der Abkürzung PASTA nach den Anfangsbuchstaben.

### Publizitäts-/ Offenkundigkeitsgrundsatz
Die dinglichen Rechte sind Rechte, die jedermann als absolute Rechte zu respektieren hat. Im Interesse der Rechtsklarheit und des Verkehrsschutzes müssen sie für jedermann sichtbar und somit offenkundig sein. Die Offenkundigkeit repräsentiert sich durch einen Publizitätsträger. Bei beweglichen Sachen ist es der Besitz und bei Grundstücken das öffentlich einsehbare Grundbuch. Die Veränderung der dinglichen Rechtslage an einer beweglichen Sache erfordert deswegen eine Übertragung des Besitzes, hingegen an einem Grundstück eine Eintragung im Grundbuch. Es gilt grundsätzlich die gesetzliche Vermutung, dass der Publizitätsträger auch der dinglich Berechtigte ist.

### Absolutheit
Der Grundsatz der Absolutheit bedeutet, dass die Sachenrechte gegenüber jedermann wirksam sind (absolute Wirkung). Anderes gilt im Schuldrecht, denn an die Vereinbarungen sind nur die Parteien gebunden, die daran beteiligt sind. Für Dritte müssen sie nicht offenkundig gemacht werden (Relativität der Schuldverhältnisse). Durch die dingliche Wirkung gegenüber jedem anderen bewirkt der Grundsatz der Absolutheit einen umfassenden Rechtsschutz.

### Spezialitätsgrundsatz
Der Spezialitätsgrundsatz besagt, dass die dinglichen Rechte und Verfügungen nur in Bezug auf individuell bestimmte Sachen möglich sind. Dem deutschen Sachenrecht ist ein Grundsatz für dingliche Rechte und Verfügungen an Sachgesamtheiten fremd.
Beispiel: Der Eigentümer einer Bibliothek hat nicht das Eigentum an der Bibliothek als solcher (beziehungsweise an allen Büchern als Gesamtheit); er hat das Eigentum an jedem einzelnen Buch. Der Eigentümer überträgt nicht den Inhalt der Bibliothek im Gesamten, er überträgt das Eigentum jedes einzelnen Buches, genauso dann, wenn ein pauschaler Preis ausgemacht wird.
Häufig wird der Spezialitätsgrundsatz auch mit dem Bestimmtheitsgrundsatz gleichgesetzt und damit  verwechselt. Dieser ist eng mit dem Spezialitätsgrundsatz verknüpft und besagt, dass dingliche Rechte nur an einer ganz bestimmten Sache bestehen können. Das Sachenrecht kennt anders als das Schuldrecht keine Rechte an Gattungssachen. Damit kann nur über individualisierte Gegenstände verfügt werden. Dabei handelt es sich um einen Grundsatz nicht nur des Sachenrechts, sondern aller Verfügungsgeschäfte. Für die Übertragung eines dinglichen Rechts bedeutet das, dass genau bestimmt oder zumindest eindeutig bestimmbar sein muss, auf welches dingliche Recht sich die Übertragung bezieht.

### Typenzwang
Die möglichen dinglichen Rechte sind gesetzlich abschließend geregelt (numerus clausus). Der Inhalt dieser Rechte ist zwingend vorgeschrieben. Die Begründung liegt im Gebot der Rechtssicherheit und Praktikabilität von absoluten Rechten. Eine Verfügungsfreiheit gibt es anders als im Schuldrecht in Form der Vertragsfreiheit (§ 311 BGB) daher nicht. In diesem Zusammenhang wird vom Typenzwang gesprochen. Abweichungen vom Typenzwang können nur durch schuldrechtliche Modifikationen bestehender Sachenrechte erfolgen, so bei den Rechtsinstituten des Sicherungseigentums (hier soll nur der der Übertragung zugrundeliegende Rechtsgrund gesichert werden), dem Anwartschaftsrecht (Volleigentum erstarkt als Recht in einem mehraktigen Vorgang) und der Sicherungsgrundschuld (Kreditabsicherung).
Andere Regelungen kennt das Schuldrecht, denn dort können kraft Vereinbarung neue Vertragstypen geschaffen werden (kein Typenzwang). 
Dem Typenzwang unterliegen die folgenden absoluten Rechte:
- Eigentum
- Erbbaurecht
- Vormerkung
- Dienstbarkeiten
  - Nießbrauch
  - Grunddienstbarkeit
  - Beschränkte persönliche Dienstbarkeit
- Vorkaufsrecht
- Reallast
- Grundpfandrechte
  - Hypothek
  - Grundschuld
- Pfandrecht

### Abstraktions- und Trennungsprinzip
Der Grundsatz der Abstraktheit baut auf dem Trennungsprinzip auf. Das Trennungsprinzip trennt schuldrechtliche Verpflichtung und dingliche Verfügung. Das Abstraktionsprinzip stellt sicher, dass die rechtliche Wirksamkeit von Kausalgeschäft und Verfügung unabhängig sind. Die Abstraktheit gilt damit nicht nur für das Sachenrecht, sondern für nahezu alle Verfügungsgeschäfte.
Erläuterung: Das dingliche Rechtsgeschäft (etwa die Übereignung einer Sache nach §§ 929 ff. BGB) dient der Erfüllung des zugrundeliegenden schuldrechtlichen Geschäfts (etwa des Kaufvertrags nach § 433 BGB) und ist ein gesondertes Rechtsgeschäft. Zwischen der Übereignung als Erfüllungsgeschäft und dem Kaufvertrag als Verpflichtungsgeschäft besteht eine Trennung (Trennungsprinzip). Das dingliche Geschäft der Übertragung ist in seiner Geltung vom schuldrechtlichen Rechtsgeschäft unabhängig (Abstraktionsprinzip).

## Liegenschaftsrecht

### Vormerkung
Die Vormerkung ist eine im Grundbuch verlautbarte Ankündigung eines zukünftigen Rechtserwerbs an einem Grundstück, auf den derjenige, zu dessen Gunsten die Vormerkung eingetragen wurde, einen Anspruch hat.
Beispiel: E verkauft sein Grundstück an K. K ist dadurch noch nicht Eigentümer geworden: E kann nach wie vor das Grundstück an L verkaufen. Tut er das und wird L ins Grundbuch eingetragen, bleibt K nur ein schuldrechtlicher Schadensersatzanspruch; ein Eigentumserwerb ist jedoch ausgeschlossen. Um dies zu verhindern, kann sich K seinen Anspruch auf Übereignung mithilfe einer Vormerkung sichern lassen. Spätere Verfügungen sind ihm gegenüber dann unwirksam.
Das Entstehen einer Vormerkung ist nach § 883 bzw. § 885 BGB von vier Tatbestandsmerkmalen (Voraussetzungen) abhängig:
1. dem Bestehen eines vormerkungsfähigen Anspruches,
2. einer Bewilligung bzw. einstweiligen Verfügung,
3. der Eintragung ins Grundbuch und
4. der Berechtigung des Betroffenen.

## Grundpfandrechte

### Grundschuld
Die Grundschuld ist ebenso wie die Hypothek das dingliche Recht, aus einem Grundstück oder einem grundstücksgleichen Recht (beispielsweise einem Wohnungseigentum oder einem Erbbaurecht) die Zahlung eines bestimmten Geldbetrages zu fordern (§ 1191 Abs. 1 BGB). Anders als diese ist sie als reines Verwertungsrecht jedoch nicht vom Bestand einer Forderung abhängig – sie ist nicht akzessorisch. Es finden nach § 1192 Abs. 1 BGB jedoch diejenigen Vorschriften der Hypothek auf die Grundschuld Anwendung, die nicht auf der Akzessorietät der Hypothek beruhen. Regelmäßig wird die Grundschuld als sog. Sicherungsgrundschuld dennoch zur Kreditsicherung bestellt – in der Praxis sogar häufiger als die Hypothek. Forderung und Grundschuld sind dabei rechtlich nur durch eine Sicherungsabrede miteinander verbunden. Hierin liegt gerade der wirtschaftliche Vorteil gegenüber der Hypothek: Die zu sichernde Forderung kann formlos ausgetauscht werden, was bei schnell wechselnden Forderungen vorteilhaft ist. Neben der Grundschuld zur Sicherung einer Forderung besteht die (praktisch wenig verbreitete) Möglichkeit, eine isolierte Grundschuld zu bestellen.
Die Grundschuld entsteht entweder durch Einigung und Eintragung nach § 873 BGB oder durch Umwandlung einer Hypothek nach § 1198 BGB. Regelmäßig wird über die Grundschuld ein Brief erteilt (Briefgrundschuld nach § 1116 Abs. 1 BGB), es sei denn, im Grundbuch wird eingetragen, dass die Brieferteilung ausgeschlossen ist (Buchgrundschuld). Die Grundschuld wird übertragen durch Einigung und Briefübergabe bzw. Einigung und Eintragung in der Form des § 1154 BGB. § 1153 BGB basiert auf der Akzessorietät der Hypothek und ist folglich nicht anwendbar mit der Folge, dass die Forderung hiervon nicht beeinträchtigt wird: Grundschuld und Forderung können also zwei verschiedenen Personen zustehen.
Besteht die zu sichernde Forderung von Anfang an, kommt eine Sicherungsgrundschuld mangels Akzessorietät dennoch zum Entstehen – § 1163 BGB ist unanwendbar. Nach einer Mindermeinung führt die nicht vorhandene Forderung zur Nichtigkeit der Sicherungsabrede durch § 139. Dem Sicherungsgeber steht deshalb ein bereicherungsrechtlicher Anspruch auf Rückerstattung aus § 812 Abs. 1 S. 1 Alt. 1 BGB zu. Die herrschende Meinung folgte dem nicht: Stattdessen wird der Sicherungsvertrag dahingehend ausgelegt, dass bei nichtbestehender Forderung ein Anspruch auf Rückübereignung entstehe.

## Kollisionsrecht

### Grundsätzliche Anknüpfung (Art. 43 Abs. 1 EGBGB)
Für Rechte an Sachen gilt der Grundsatz der lex rei sitae: Sachenrechtliche Fragen sind nach dem Recht des Staates zu beurteilen, in dem sich die Sache befindet. Dies gilt für bewegliche und unbewegliche Sachen. Damit wird den Verkehrsinteressen am besten entsprochen und der Rechtsverkehr muss nicht mit dem inländischen Recht unbekannten Belastungen der Sache rechnen. Bei Immobilien wird so auch häufig Gleichlauf zwischen gerichtlicher Zuständigkeit und anwendbarem Recht erreicht. Nach herrschender Meinung ist die Parteiautonomie ausgeschlossen. Die Ausweichklausel des Art. 46 EGBGB lässt ausnahmsweise ein anderes Recht zu, wenn zu diesem eine wesentlich engere Verbindung besteht. Dies wird meist dann diskutiert, wenn am Lageort keine Verbindungen zu Dritten bestehen.

### Anwendungsbereich des Sachenrechtsstatutes
Sache wird wie im materiellen Recht nach § 90 BGB definiert. Bei Wertpapieren unterliegt nur das Recht am Papier dem Sachenrechtsstatut (lex cartae sitae). Das verbriefte Recht ist nach dem Wertpapierrechtsstatut zu beurteilen. Das ermittelte Sachenrecht bestimmt die zulässigen Arten und den Inhalt dinglicher Rechte.
Beispiel: Das deutsche Recht kennt mit dem Sicherungseigentum eine besitzlose Mobiliarsicherheit. Das österreichische Recht hingegen lässt nur das Faustpfand zu. Ist österreichisches Recht berufen kann Sicherungseigentum nicht begründet werden.
Bei der Qualifikation ausländischer Rechtsinstitute (beispielsweise des anglo-amerikanischen trust) ist danach zu fragen, ob sie nur inter pares (dann schuldrechtlich) oder erga omnes (dann sachenrechtlich) wirken.
Das Sachenrechtsstatut bestimmt über Entstehung, Fortdauer und Untergang dinglicher Rechte. Bei der Anknüpfung ist stets das deutsche Abstraktionsprinzip zu beachten: Auch im internationalen Privatrecht werden schuldrechtliches Verpflichtungs- und sachenrechtliches Verfügungsgeschäft getrennt angeknüpft. Von der lex rei sitae wird auch der gutgläubige Erwerb gemacht.

### Statutenwechsel
Bei beweglichen Sachen kann es leicht zu einem Statutenwechsel kommen. Hier sind Verkehrsinteressen und der Schutz wohlerworbener Recht miteinander zu vereinbaren. Bei einem offenen Tatbestand ist vollständig nach dem neuen Statut zu entscheiden. Faktische Vorgänge im Ausland sind dabei nach Art. 43 Abs. 3 EGBGB wie inländische zu behandeln.
Abgeschlossenen Tatbestände nennt man solche Tatbestände, bei denen sich die Rechtsänderung vollständig unter dem alten Statut vollzogen hat oder dort endgültig fehlgeschlagen ist. Zum Schutz von wohlerworbenen Rechten unterliegen solche Tatbestände dem alten Statut. Problematisch ist dies jedoch dann, wenn im Ausland ein Recht an einer Sache begründet wurde, das nach inländischem Recht unbekannt ist. Nach Art. 43 Abs. 2 EGBGB können nämlich keine Rechte an einer Sache ausgeübt werden, die im Widerspruch zur Rechtsordnung dieses Staates stehen.
Beispiel: In Frankreich wird ein besitzloses Registerpfandrecht begründet. Die Sache wird nach Deutschland verbracht. Das deutsche Recht kennt kein besitzloses Pfandrecht.
Nach Art. 43 Abs. 2 EGBGB bleibt also ein solches Recht im Inland bestehen. Fraglich ist nur, welche Wirkungen ihm im Inland verliehen werden. Für das besitzlose Registerpfandrecht ist nach herrschender Meinung anerkannt, dass es dem deutschen Sachenrecht nicht widerspricht, da dieses mit dem Eigentumsvorbehalt und der Sicherungsübereignung funktionsäquivalente Institute kennt. Es wird nach herrschender Meinung deshalb als einfaches Pfandrecht mit den Folgen des § 805 ZPO behandelt.
Da das Recht weiterbesteht und nur in seiner Ausübung durch das neue Recht begrenzt wird, lebt auch wieder auf sobald es in ein Land verbracht wird, das dieses Rechtsinstitut kennt.

### Sonderfälle
Hat der Verkäufer die Ware ins Ausland zu senden, so spricht man vom internationalen Versendungskauf. Nach herrschender Meinung gilt die lex rei sitae auch hier. Nach anderer Ansicht soll jedoch hier die Ausweichklausel des Art. 46 EGBGB zum Tragen kommen, um eine einheitliche Anknüpfung des dinglichen Rechtsgeschäftes zu gewährleisten, unabhängig von der oft zufälligen Frage, ob der Vorgang offen oder abgeschlossen ist.
Wird über die Ware während des Transports verfügt, so spricht man von der Problematik der res in transitu. Oft ist der Lageort hier zufällig oder die Sache befindet sich in hoheitsfreiem Gebiet. Deshalb findet das Recht des Staates des Lageorts hier regelmäßig keine Anwendung, da dessen Interessen regelmäßig nicht berührt sind. Stattdessen wird das Recht des Staates des zukünftigen Bestimmungsortes angewandt.
Für Luft-, Wasser- und Schienenfahrzeuge wird nach Art. 45 EGBGB auf den Registrierungsort-, hilfsweise an den gewöhnlichen Standort des Transportmittels angeknüpft. Da Kraftfahrzeuge nicht gesondert genannt werden gilt nach herrschender Meinung für sie die Grundregel des Art. 43 Abs. 1 EGBGB. Eine Mindermeinung will für dauerhaft im internationalen Verkehr eingesetzte Kraftfahrzeuge unter Zugrundelegung von Art. 46 EGBGB auf den Zulassungsort abstellen.

### Einführungen
- Hans Hermann Seiler: Sachenrecht – Allgemeine Lehren. In: Michael Martinek (Hrsg.): J. von Staudingers Kommentar zum Bürgerlichen Gesetzbuch – Eckpfeiler des Zivilrechts. Sellier – de Gruyter, Berlin 2008, ISBN 978-3-8059-1065-1, S. 955–978.

### Lehrbücher
- Fritz Baur, Jürgen F. Baur, Rolf Stürner: Sachenrecht. 18. Auflage. Beck, München 2008, ISBN 978-3-406-54479-8.
- Andreas Neef: BGB II: Recht der beweglichen Sachen. 1. Auflage. Kohlhammer, Stuttgart 2010, ISBN 978-3-17-020933-6.
- Hans Josef Wieling: Sachenrecht. 5. Auflage. Springer, Berlin 2007, ISBN 978-3-540-37403-9.
- Jan Wilhelm: Sachenrecht. 3. Auflage. de Gruyter, Berlin 2007, ISBN 978-3-89949-325-2.
- Manfred Wolf/Marina Wellenhofer: Sachenrecht. 31. Auflage. C.H. Beck, München 2016, ISBN 978-3-406-59462-5.